# Маріетта (Міссісіпі)
Маріетта (англ. Marietta) — місто (англ. town) в США, в окрузі Прентісс штату Міссісіпі. Населення — 198 осіб (2020).

## Географія
Маріетта розташована за координатами 34°30′0″ пн. ш. 88°28′21″ зх. д. / 34.50000° пн. ш. 88.47250° зх. д. (34.499971, -88.472578).  За даними Бюро перепису населення США в 2010 році місто мало площу 4,61 км², уся площа — суходіл.

## Демографія
Згідно з переписом 2010 року, у місті мешкало 256 осіб у 116 домогосподарствах у складі 80 родин. Густота населення становила 56 осіб/км².  Було 127 помешкань (28/км²).
Расовий склад населення:
| - 98,0 % — білих - 0,4 % — чорних або афроамериканців |

До двох чи більше рас належало 1,2 %. Частка іспаномовних становила 0,0 % від усіх жителів.
За віковим діапазоном населення розподілялося таким чином: 21,5 % — особи молодші 18 років, 55,1 % — особи у віці 18—64 років, 23,4 % — особи у віці 65 років та старші. Медіана віку мешканця становила 42,3 року. На 100 осіб жіночої статі у місті припадало 96,9 чоловіків;  на 100 жінок у віці від 18 років та старших — 87,9 чоловіків також старших 18 років.
За межею бідності перебувало 25,8 % осіб, у тому числі 37,4 % дітей у віці до 18 років та 21,5 % осіб у віці 65 років та старших.
Цивільне працевлаштоване населення становило 156 осіб. Основні галузі зайнятості: виробництво — 28,2 %, освіта, охорона здоров'я та соціальна допомога — 24,4 %, транспорт — 10,9 %, роздрібна торгівля — 10,9 %.